# Dick Hodgson
Richard Hodgson, detto Dick (Blackburn, 24 dicembre 1892 – Blackburn, 13 settembre 1968), è stato un pallanuotista britannico, che ha partecipato ai Giochi di Parigi 1924 e di Amsterdam 1928.